# Boa Viagem (Niterói)
Boa Viagem é um bairro nobre de classe média alta localizado na Zona Sul do município de Niterói, no Estado do Rio de Janeiro, Brasil.

## História
.

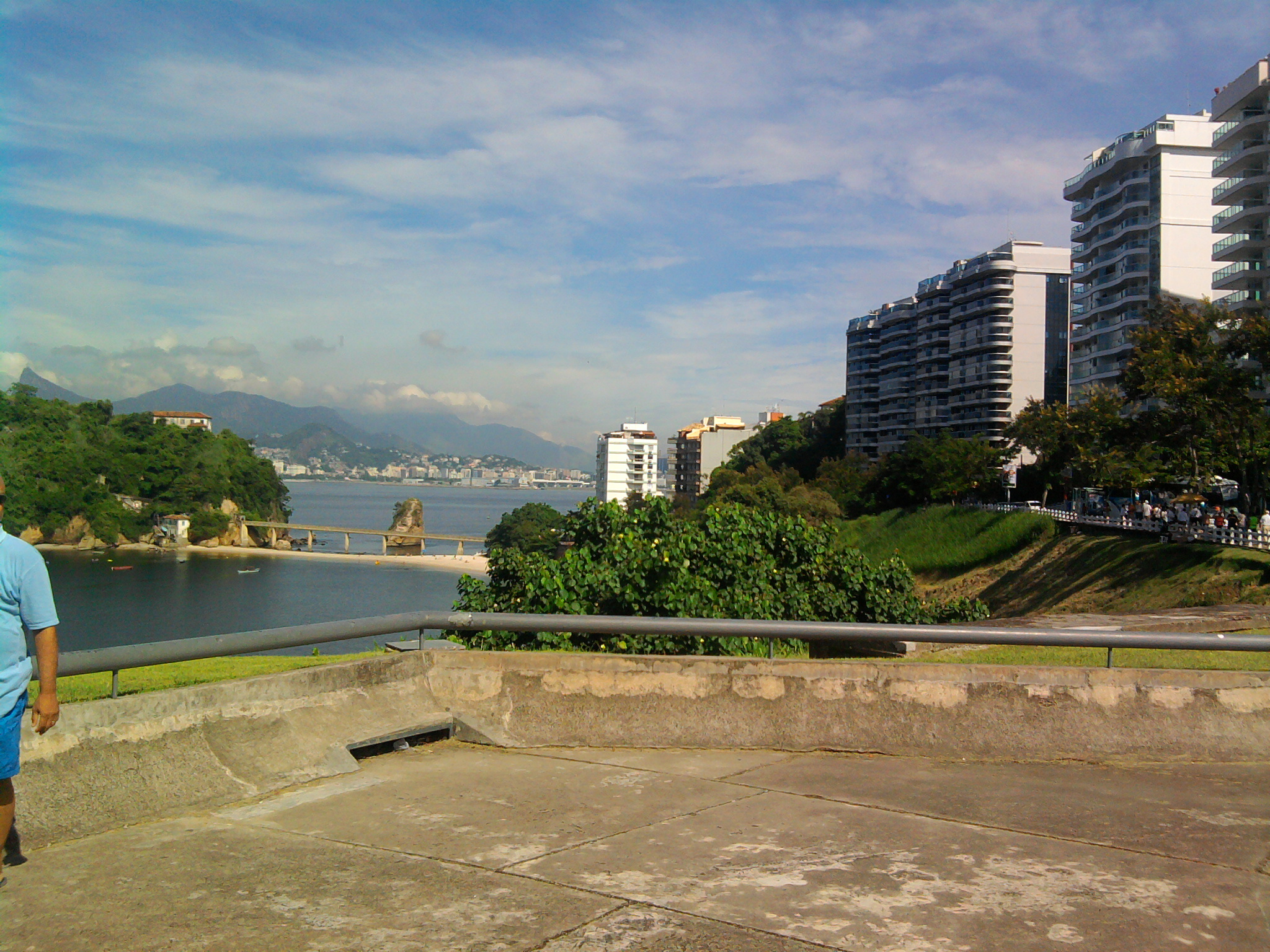
Praia, Ilha e Bairro da Boa Viagem vistos do mirante do Museu de Arte Contemporânea de Niterói

O bairro caracteriza-se pela vida pacata que ainda se desfruta naquele logradouro. Predominantemente residencial, possuiu inúmeras casas construídas ainda no século XIX. Porém também concentra muitas edificações residenciais modernas de alto padrão.
Banhado pela praia da Boa Viagem, tem como bairros limítrofes, o Ingá, São Domingos e Gragoatá. Dentro de sua área localiza-se o Museu de Arte Contemporânea (MAC), cujo edifício foi projetado pelo arquiteto Oscar Niemeyer. Na faixa de asfalto do museu, localizado na orla, mais precisamente na encosta do morro, estão prédios novos que são considerados os mais caros de Niterói no momento.
A Igreja de Nossa Senhora da Boa Viagem e a Bateria de Nossa Senhora da Boa Viagem, localizadas na ilha que deu nome ao bairro, tombadas pelo IPHAN, remontam ao século XVII. Registram-se inúmeros trailers em sua orla e pequenas praças e mirantes. Num destes encontra-se o monumento em homenagem ao navegador português Pedro Álvares Cabral.